# Edmond Tulasne
Pour les articles homonymes, voir Tulasne.
Louis-René Étienne, dit Edmond Tulasne est un botaniste et un mycologue français, né le 12 septembre 1815 à Azay-le-Rideau et mort le 22 décembre 1885 à Hyères.

## Biographie
Fils de greffier, il fait des études de droit et devient clerc de notaire. Passionné d’histoire naturelle, il étudie en parallèle la botanique notamment auprès de Charles Jean Louis Delastre.
Après la mort de son père, il rejoint son frère, Charles Tulasne, à Paris où celui-ci fait des études de médecine. Il suit alors les cours d’Adolphe Brongniart, d’Adrien de Jussieu et de Joseph-Henri Léveillé. Après avoir travaillé avec Auguste de Saint-Hilaire il entre comme aide-naturaliste au Muséum national d'histoire naturelle au sein du laboratoire de botanique où il succède à Jean Baptiste Antoine Guillemin.
Tulasne devient membre de l’Académie des sciences le 9 janvier 1854 en remplacement d'Adrien de Jussieu :
« Me voici donc Membre, indigne à la vérité, du corps savant le plus illustre de l'Europe. J'espère, Dieu aidant, que je parviendrai à conserver la bonne opinion qu'on a de moi, et [c'est] à quoi je m'emploierai de tous mes moyens. »
— Lettre à un ami.
Il fait partie le 4 avril 1856 des nombreuses personnalités invitées par Augustin Louis Cauchy et Charles Lenormant à la 1re réunion qui a jeté les bases de la fondation de L'Œuvre des Écoles d'Orient, plus connue actuellement sous le nom de L’Œuvre d’Orient. Il fut même membre de son 1er Conseil général du 25 avril de la même année.
Malade, il doit quitter ses fonctions en 1872 et se retire à Hyères où il se consacre à des œuvres charitables. Il donne sa collection de champignons au Muséum de Paris et sa bibliothèque à l'université catholique de Paris.

## Œuvres
Seul ou avec son frère Charles qui illustre ses ouvrages, Edmond Tulasne se consacre à l’étude des champignons souterrains et à celle des légumineuses d’Amérique. Il fait notamment paraître :
- Mémoire pour servir à l'histoire organographique et physiologique des lichens, Paris: V. Masson, 1852. (Lire en ligne)
- Légumineuses arborescentes de l'Amérique du Sud (J.-B. Baillière et fils, Paris, 1854).
- Avec Charles Tulasne, “Fungi hypogaei” Histoire et monographie des champignons hypogés (F. Klincksieck, Paris 1851, réédité en 1970 par Asher, Nevada). (Lire en ligne : les Lycoperdacées)
- La partie sur les Podostemaceae, Monimiaceae, Antidesmeae, Gnetaceae et diverses autres familles pour la Flora brasiliensis de Carl Friedrich Philipp von Martius (1794-1868) (1852-1863).
- Avec C. Tulasne, Selecta fungorum carpologia (trois volumes, Paris, 1861-1865). (Lire en ligne : Volume 1, 2, 3)